# The Awful Truth (televisieserie)
The Awful Truth is een satirische televisieserie uit 1999-2000 van de hand van Michael Moore. In de twee seizoenen durende serie stelt Moore een aantal zaken aan de kaak die betrekking hebben op gewichtige zaken als werkloosheid, gezondheidszorg en de rol die zowel grote Amerikaanse bedrijven als de Amerikaanse overheid hierin spelen. Geregeld neemt hij gedupeerden van wangedrag mee naar het betreffende hoofdkantoor of naar de hoofdstad Washington D.C. om aldaar te protesteren en een verklaring te eisen. 